# Kremlhoftheater Villach

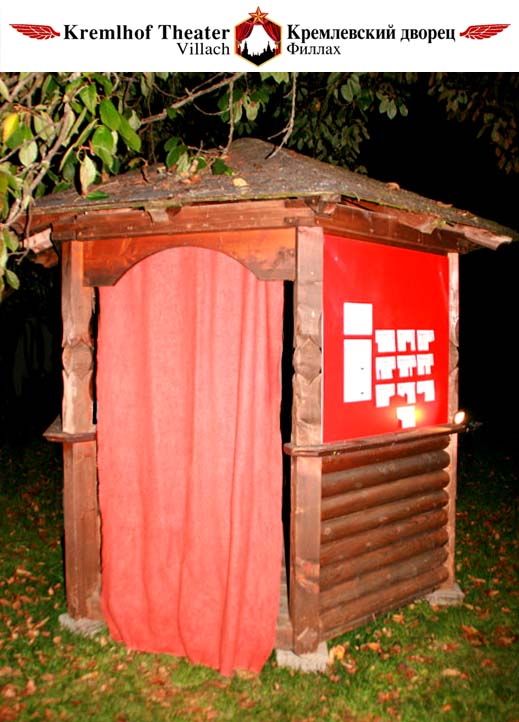

Das Kremlhoftheater Villach befand sich im Vorhof des Kulturzentrums Im Kreml im Villacher Stadtteil Perau, Kärnten, Österreich. Das Theatergebäude war eine umgebaute hexagonale Gartenlaube mit einem Fassungsvermögen von sechs bis acht Zuschauern und einer Bühnenfläche von 1,30 mal 1,30 Metern. 2011 wurde das Kremlhoftheater von Guinness World Records als kleinstes Theater der Welt bestätigt.
Das Kremlhoftheater wurde vom Verein zur Anregung des dramatischen Appetits (VADA) und dem Künstlerkollektiv kärnöl betrieben. Die Eröffnung fand am 16. Oktober 2009 im Rahmen der 5. kärnöl-Biennale statt. Mit einer Aufführung des Stückes "Fahren Sie niemals Untergrundbahn" wurde der Theaterbetrieb am 31. Dezember 2014 eingestellt.
Gezeigt wurden Eigenproduktionen sowie nationale und internationale Gastspiele in den Genres Sprechtheater, Theater für junges Publikum, szenische Lesungen und Ballett. Ein Schwerpunkt lag in der Aufführung russischer Literatur, die teilweise auch in russischer Sprache erfolgte.